# Doha Diamond League 2010
Il Doha Diamond League 2010 è stato la 12ª edizione dell'annuale meeting di atletica leggera che ha avuto luogo presso il Qatar SC Stadium di Doha, dalle ore 18:30 alle 20:55 UTC+3 del 14 maggio 2010. Il meeting è stato anche la tappa inaugurale del circuito IAAF Diamond League 2010.
Nonostante sia stato un meeting di inizio stagione, in diverse prove si sono riscontrate prestazioni più che buone ad esempio nella gara dei 5000 metri piani maschili, con due atleti che si sono giocati la vittoria alla volata finale, che è stata vinta dal keniota Eliud Kipchoge con il tempo di 12'51.21. Anche la gara di salto triplo è stata di discreto livello, con egemonia cubana, nazione che ha piazzato tre atleti ai primi tre posti; la vittoria ed i 4 punti in palio sono andati al saltatore Alexis Copello con la misura di 17.47 m. Infine durante la gara di lancio del giavellotto femminile sia la prima che la terza atleta classificate, hanno disputato un'ottima gara: la prima, Mariya Abakumova, ha sfiorato quota 69 metri, la seconda, Martina Ratej, ha stabilito il nuovo primato di Slovenia con 67.16 m.
Pur essendo un tempo ventoso, il giamaicano Asafa Powell ha fatto segnare uno splendido 9.81; stessa situazione per la ostacolista Lolo Jones che ha vinto la gara con 12.63 sempre sorretta da un vento superiore ai 2 m/s.

## Programma
Il meeting ha visto lo svolgimento di 15 specialità, 7 maschili e 8 femminili e tutte queste erano valide per la Diamond League. Oltre a queste, erano inserite in programma due serie di qualificazione per i 100 m maschili.
| # | Orario | Specialità     |
| - | ------ | -------------- |
| 1 | 18:40  | Getto del peso |
| 2 | 19:03  | 400 m hs       |
| 3 | 19:43  | 800 m          |
| 4 | 19:46  | Salto triplo   |
| 5 | 20:00  | 3000 m siepi   |
| 6 | 20:26  | 100 m          |
| 7 | 20:35  | 5000 m         |

| # | Orario | Specialità             |
| - | ------ | ---------------------- |
| 1 | 18:30  | Lancio del disco       |
| 2 | 18:45  | Salto con l'asta       |
| 3 | 19:20  | Salto in alto          |
| 4 | 19:30  | 100 m hs               |
| 5 | 19:40  | Lancio del giavellotto |
| 6 | 19:50  | 200 m                  |
| 7 | 20:15  | 1500 m                 |
| 8 | 20:54  | 400 m                  |

     Specialità valide per la Diamond League

## Risultati
Di seguito i primi tre classificati di ogni specialità. Con w si indica una prestazione con vento favorevole superiore a 2 m/s.

### Uomini
| Specialità     |                    | Prestazione | 2º classificato     | Prestazione | 3º classificato  | Prestazione |
| 100 m          | Asafa Powell       | 9.81 w      | Nesta Carter        | 9.88        | Travis Padgett   | 9.92        |
| 800 m          | David Rudisha      | 1'43.00     | Asbel Kiprop        | 1'43.45     | Amine Laalou     | 1'43.71     |
| 5000 m         | Eliud Kipchoge     | 12'51.21    | Vincent Chepkok     | 12'51.45    | Imane Merga      | 13'05.20    |
| 400 m hs       | Bershawn Jackson   | 48.66       | Kerron Clement      | 48.82       | L.J. Van Zyl     | 49.59       |
| 3000 m siepi   | Ezekiel Kemboi     | 8'06.28     | Paul Kipsiele Koech | 8'06.69     | Patrick Langat   | 8'09.12     |
| Salto triplo   | Alexis Copello     | 17.47 m     | David Giralt        | 17.29 m     | Yoandri Betanzos | 17.22 m     |
| Getto del peso | Christian Cantwell | 21.82 m     | Ralf Bartels        | 21.14 m     | Reese Hoffa      | 21.00 m     |

     Atleti al primo posto nella classifica di specialità.
     Prestazione che stabilisce il nuovo record del meeting.

### Donne
| Specialità             |                    | Prestazione | 2ª classificata   | Prestazione | 3ª classificata    | Prestazione |
| 200 m                  | Kerron Stewart     | 22.34 w     | Sherone Simpson   | 22.64       | Cydonie Mothersill | 22.66       |
| 400 m                  | Allyson Felix      | 50.15       | Amantle Montsho   | 50.34       | Novlene Williams   | 50.50       |
| 1500 m                 | Nancy Jebet Langat | 4'01.63     | Gelete Burka      | 4'02.16     | Siham Hilali       | 4'03.89     |
| 100 m hs               | Lolo Jones         | 12.63 w     | Priscilla Lopes   | 12.67       | Virginia Crawford  | 12.70       |
| Salto in alto          | Blanka Vlašić      | 1.98 m      | Chaunte Howard    | 1.98 m      | Ruth Beitia        | 1.94 m      |
| Salto con l'asta       | Silke Spiegelburg  | 4.70 m      | Tatyana Polnova   | 4.55 m      | Jiřina Ptáčníková  | 4.55 m =    |
| Lancio del disco       | Yarelis Barrios    | 64.90 m     | Dani Samuels      | 64.67 m     | Sandra Perković    | 62.33 m     |
| Lancio del giavellotto | Mariya Abakumova   | 68.89 m     | Barbora Špotáková | 67.33 m     | Martina Ratej      | 67.16 m     |

     Atlete al primo posto nella classifica di specialità.
     Prestazione che stabilisce il nuovo record del meeting.